# León Pinsker

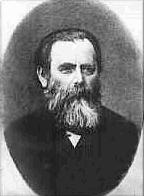

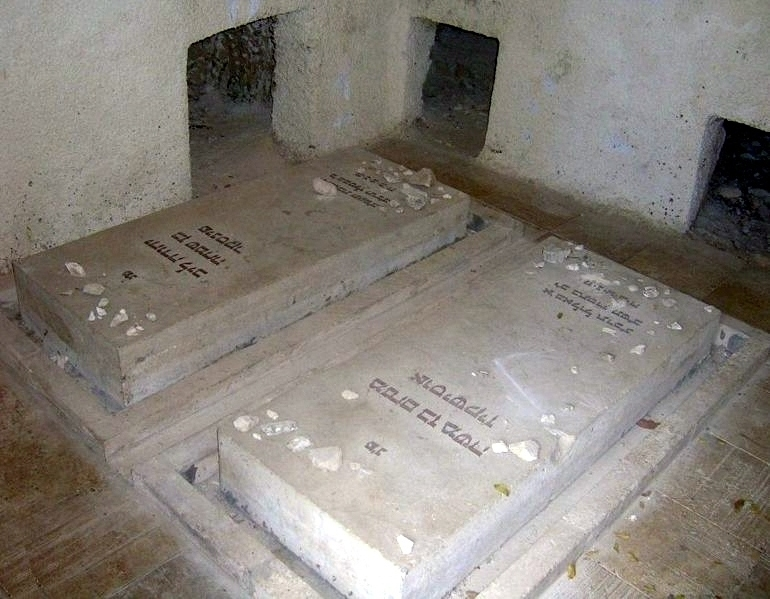
La tumba de León Pinsker de Jardín Botánico de Flora Nativa de Israel de Monte Scopus

León Pinsker (13 de diciembre de 1821-9 de diciembre de 1891) fue un médico, pionero y activista del sionismo, fundador y líder del movimiento Amantes de Sión (movimiento ruso que emigró a Palestina en la década de 1880). 
Nacido con el nombre de Yehudah Leib (Lev Semiónovich) Pinsker en Tomaszów Lubelski, Zarato de Polonia (hoy Polonia), Imperio ruso. Heredó un gran sentido de la identidad judía de su padre, Simchah Pinsker un escritor y profesor de hebreo. Leo asistió a la escuela privada de su padre en Odesa y fue uno de los primeros judíos en asistir a la universidad de Odesa, donde estudió derecho. Más tarde entendió que por ser judío no tendría muchas oportunidades, así que opto por estudiar medicina.
Pinsker creía que el problema de los judíos podía ser resuelto con igualdad de derechos.
El pogromo de Odesa de 1881 convirtió a Pinsker en una figura pública activa. Los pensamientos de Pinsker cambiaron radicalmente dejando de creer en el humanismo e iluminismo para derrotar al antisemitismo.
Su visita a Europa occidental lo llevó a crear su famoso panfleto Autoemancipación que publicó anónimamente en alemán el 1 de enero de 1882; en el que se alentaba a los judíos a luchar por la independencia y conciencia nacional para recuperar su patria en Eretz Israel. El libro generó mucha polémica y sirvió de inspiración a Theodor Herzl para escribir su libro Der Judenstaat (El Estado Judío) que conformaría la base ideológica del movimiento sionista.

## Conmemoración
después de Menachem Ussishkin fue enterrado en Jerusalén en "Cueva de Nicanor" en Jardín Botánico de Flora Nativa de Israel en Monte Scopus, En el momento, se planteó la idea de establecer la  'Nacional Sionista Panteón'  existe y contribuyó a la sepultura en el polvo de la cueva Nicanor León Pinsker, pero después de la Guerra de la Independencia, Israel Monte Scopus enclave apareció en territorio jordano, los líderes de la nación y el cementerio se estableció el Monte Herzl en el al oeste de la ciudad. Ussishkin fue el segundo y último líder sionista, enterrado en la cueva de Nicanor